# Мелез (стрип)
Мелез је 70. епизода стрип серијала Кен Паркер. Објављена је у бр. 6. и 7. Кен Паркера издавачке куће System Comics у септембру 2003. године.  Свеска је коштала 99 динара (1,78 $; 1,53 €). Епизоду је нацртао Иво Милацо, а сценарио написао Ђанкарло Берарди. За насловницу је узета насловна страна Кен Паркер Магазина бр. 10 и 11. из јула и августа 1993. год.
Епизода је имала укупно 88 страна. Обављена је у две свеске. Први део објављен је у бр. 6 (стр. 69-98), док је 2. део објављен у бр. 7 (стр. 3-64).

## Оригинална епизода
Оригинална епизода објављена је у Кен Паркер Магазину бр. 9. у мају 1993. године под називом Matis. Цена свеске износила је 3.500 лира (2,35 $; 3,71 DEM).

## Кратак садржај
После убиства два белца, наизглед без разлога, мелез по имену Андре отима девојку као таоца и бежи на север, "где белци не могу да живе”. Кен, коме је Андре одузео санке и пушку, придружио се потери.

## Значај епизоде
Главни лик Андре је мелез који, иако жигосан као разбојник за којим креће потера, у себи садржи како добре, тако и лоше стране. Његов порив за убиством је оссвета двојици белаца због намештене трке паса коју је Андре морао да изгуби. Ипак, његов карактер није разбојнички. Он пажљиво поступа са отетом девојком не желећи да јој науди до самог краја. Једини који успева да уочи ову дуалност у Андрееовом карактеру је Кен. На крају епизоде, када постаје јасно да хајкачи изједначавају Андреа са дивљом звери, Андре силује отету девојку.